# 奮進魔鬼魚號無人船
奮進魔鬼魚號無人船（英語：Endeavor Manta USV，簡稱魔鬼魚無人船）為中華民國海軍研製之軍用級無人水面載具，專為臺海環境量身訂做的無人載具，以不對稱作戰和以小搏大，為中華民國國軍整體防衛構想（ODC）搭配之機動部署戰具。